# طلاوة مشعرة
الطلاوة المشعرة (بالإنجليزية: hairy leukoplakia)‏ (تعرف بـالطلاوة المشعرة الفموية:385)، أو (الطلاوة المشعرة المرافقة للإيدز)،  هي بقعة بيضاء على جانب
اللسان ذات مظهر مشعر أو متعرج.
تحدث بسبب فيروس ابيشتاين بار (EBV) وتظهر غالباً عند الأشخاص مثبطي المناعة خاصةً الأشخاص المصابين بفيروس عوز المناعة المكتسبة.
هذه الآفة البيضاء غير قابلة للكشط وهي آفة حميدة ولاتتطلب أي معالجة، على الرغم من أن مظهرها له تأثيرات على تشخيص وإنذار المرض الرئيسي المرافق (نقص المناعة).اعتمادا على تعريف الطلاوة المشعرة إما أن تعتبر أحد أصناف الطلاوة أو تصنف بشكل منفصل.

## التصنيف
في تصنيف الآفات الفموية المرافقة لمرض الايدز ، تصنف الطلاوة الفموية المشعرة ضمن الآفات شديدة الارتباط بمرض الايدز (مجموعة 1). كما يمكن أن تصنف أيضاً على أنها إصابة فيروسية انتهازية.تصيب الطلاوة الفموية المشعرة اللسان والتي لها اسم مشابه للسان المشعر إلا أنهما تعتبران حالتين مختلفتين ذات أسباب مختلفة.

## الأعراض والعلامات
لا توجد أعراض مرافقة للطلاوة الفموية المشعرة، على الرغم من وجود العديد من الأعراض والعلامات المختلفة المرافقة للحالة المسببة لنقص المناعة. الطلاوة الفموية المشعرة هي آفة بيضاء تحدث بشكل خاص على السطوح الجانبية للسان وبشكل نادر تظهر على المخاطية الدهليزية، الحنك الرخو، البلعوم أو المريء. قد تنمو الآفة لتشمل ظهر اللسان.بنية الآفة مموجة بشكل طولي (مشعر) أو بمظهر أشعث مجعد بغزارة.

## المسببات
يحدث المظهر الأبيض بسبب فرط التقرن (إنتاج زائد) للكيراتين وفرط التصنع الظهاري.
الفيروس المسبب هو فيروس ابيشتاين بار والذي هو أيضاَ مسؤول عن داء وحيدات النوى الخمجي (الحمى الغدية).بعد التغلب على الإصابة الأولية بفيروس ابشتاين بار، يبقى الفيروس موجود في جسم المضيف بقية حياته ومختبئ من الجهاز المناعي (عدوى كامنة). كما يسبب الفيروس التهاب متفجي في البلعوم الفموي ولكن يبقي تحت السيطرة من قبل الجهاز المناعي.
يظهر الالتهاب المتفجي الغير مسيطر عليه على شكل طلاوة فموية مشعرة عند المرضى مثبطي المناعة. عادة تظهر الطلاوة الفموية المشعرة عندما يكون التثبيط المناعي ثانوي للإصابة بفيروس عوز المناعة المكتسب.
تحدث الطلاوة الفموية المشعرة بشكل نادر عند المرضى مثبطي المناعة الذين أجري لهم زراعة أعضاء ويأخذون الادوية المثبطة للمناعة.
قد تحدث الطلاوة الفموية المشعرة بشكل مرافق لداء الطعم حيال الثوي. في حالات نادرة قد تظهر الطلاوة الفموية المشعرة عند سليمي المناعة.

## التشخيص
الآفة البيضاء غير قابلة للكشط، والتي تختلف عن بعض الآفات البيضاء الشائعة مثل داء المبيضات البيض الغشائي الكاذب، والذي يلعب دوراً في التشخيص.
تشخيص الطلاوة الفموية المشعرة بشكل رئيسي يتم سريرياً ولكن يمكن أن يدعم بتأكيد وجود فيروس ابيشتاين بار في الآفة مخبرياً (التهجين الموضعي، تفاعل البلمرة التسلسلي، الفحوص المناعية النسيجية الكيميائية، اللطخة الجنوبية أو المجهر الإلكتروني).
عندما يتم الاعتماد على المظهر السريري فقط لتشخيص الطلاوة المشعرة الفموية يمكن أن يحدث تشخيص ايجابي كاذب بنسبة 17% مقارنةً مع طرق التشخيص الأخرى الموضوعية.
ظهور الطلاوة المشعرة الفموية عند شخص مصاب بفيروس عوز المناعة المكتسب لايتطلب عادةً فحوص تشخيصية كون العامل المسبب معروف.
ظهور الطلاوة الفموية المشعرة عند الأشخاص المثبطين مناعياً بسبب غير معروف عادة يستدعي إجراء فحوصات لتشخيص المرض المسبب لتثبيط المناعة.
عند أخذ الخزعة من آفة يظهر لنا في فحص التشريح المرضي فرط تصنع ونظير تقرن في الظهارة مع وجود «خلايا بالونية» (خلايا مصطبغة بشكل بسيط).
في الطبقة الشائكة و «سلاسل نوى» في الطبقات السطحية (خلايا مبعثرة تحتوي على كروماتين موزع على محيط الخلية مع نواة واضحة وذلك بسبب تضاعف فيروس ابيشتاين بار داخل الخلية) عادة يشاهد تكاثر المبيضات البيض في الطبقة نظيرة التقرن دون وجود استجابة التهابية طبيعية لهذا التكاثر في النسج المحيطة. لا يوجد سوء تصنع في هذه الآفة (الطلاوة الفموية المشعرة هي آفة غير سرطانية).

## العلاج
كون الآفة سليمة، لا حاجة للعلاج ولكن قد يعاني المريض من اعتبارات تجميلية بسبب مظهر الآفة. عادة تزول الآفة بسرعة مع الجرعات العالية من الأسيكلوفير أو الديسيكلوفير ولكنها تعود لتظهر من جديد مع توقف العلاج أو عندما يزداد ضعف جهاز المناعة.
التطبيق الموضعي لراتنج اليبروح أو الريتنال قد يؤدي إلى تثبيط مؤقت للآفة.
المضادات الفيروسية (مثل الزايدوفين) قد تكون ذات فعالية في تثبيط الطلاوة الفموية المشعرة. نكس الآفة يدلنا على أن العلاج العالي الفعالية ضد فيروسات النسخ العكسي أصبح غير فعال.

## المخاطر
تعتبر الآفة بحد ذاتها آفة سليمة ومحددة ذاتياً. ولكن كون الآفة سليمة لا يعني أن حالة التثبيط المناعي المرافقة هي حالة سليمة. على سبيل المثال وجود الطلاوة الفموية المشعرة عند مريض الإيدز ينبئ بإنذار سيئ، (مرحلة متقدمة من المرض وتثبيط مناعي شديد).

## الوبائيات
الطلاوة المشعرة هي واحدة من التظاهرات الفموية للإصابة بفيروس الإيدز حالها حال المبيضات البيض الفموية. وتعتبر الطلاوة المشعرة من أكثر الحالات المرافة للإيدز والمسببة بفيروس ابيشتاين بار بالإضافة إلى كون هذا الفيروس يمكن أن يسبب أورام ليمفاوية.
الطلاوة الفموية المشعرة تصيب بشكل رئيسي البالغين الذكور وبشكل أقل الإناث ونادراً ما تحدث عند الأطفال.
يرتفع معدل الإصابة عندما يقل تعداد CD4.
يعتبر ظهور الطلاوة الفموية المشعرة دليلاً على تحول المريض من حامل لفيروس الإيدز إلى مصاب الفيروس.
أظهرت دراسة تمت عام 2001 أن هناك نقص ملحوظ في معدل الإصابة ببعض التظاهرات الفموية المرافقة لمرض الإيدز (الطلاوة الفموية المشعرة والتهاب النسج حول السنية التقرحي التموتي)، نتيجة استعمال العلاج عالي الفعالية ضد فيروسات النسخ العكسي بينما بقي معدل الإصابة بالتظاهرات الفموية الأخرى على حاله.

## تاريخياً
تم وصف الطلاوة الفموية المشعرة لأول مرة من قبل Greenspan et al. عام 1984، وذلك بعد عدة سنوات من انتشار وباء الإيدز.
الربط ما بين الطلاوة الفموية المشعرة والإيدز لم يتم في البداية؛ وذلك بسبب عدم القدرة على الفهم العلمي لمرض الإيدز في ذلك الوقت. لاحقاً ظن العلماء أن حدوث الطلاوة الفموية المشعرة مقتصر على المثليين الجنسيين الذكور المصابين بالإيدز إلا أنه تبين أن استنتاجهم خاطئ.

## وجهات البحث (Research Directions)
تم اقتراح إعادة تسمية الطلاوة الفموية المشعرة تبعاً للعامل المسبب لتصبح «الطلاوة المسببة بفيروس ابيشتاين بار».